# Rafael Roldós i Viñolas
Rafael Roldós i Viñolas (Barcelona el 29 de març de 1846 - Barcelona, 22 d'octubre de 1918) va ser un publicista català.
És considerat el pioner de la publicitat a Catalunya, a més de ser el fundador de l'agència de publicitat en actiu més antiga del món, Roldós, S.A.. A banda de la seva tasca com a publicista, va ser el fundador del desaparegut diari Las Noticias, editat a la ciutat de Barcelona.

## Biografia
Va néixer a Barcelona, al carrer Plateria, 2; al Barri de la Ribera. El seu pare, Miguel Roldós, era sabater i la família de la seva mare, Buenaventura Viñolas, estava vinculada al món de la impremta.
El 1883 va morir la seva primera esposa, Amazilis Teresa Tandou. Anys més tard, es va casar amb Ruperta Gómez, amb qui va tenir quatre fills: Emilio, que va morir als setze anys, Rafael, Ruperto i Maria.
De caràcter emprenedor, a més de la seva activitat professional, que es detallarà a continuació, Roldós va ser un membre destacat de la burgesia barcelonina i va participar en diversos projectes de la ciutat, fins al punt que la premsa catalana de l'època sovint feia referència a la seva figura i a les seves iniciatives empresarials.
Va morir al Passatge de la Concepció, 2, de Barcelona, a l'edat de 72 anys i fou sebollit al Cementiri de Montjuïc. Els seus negocis van quedar en mans dels seus tres fills, tot i que només Rafael i Ruperto van continuar treballant a l'agència i el diari Las Noticias, fundat pel seu pare.

## Trajectòria professional
Rafael Roldós va començar a treballar com a corredor d'anuncis pel Diario de Barcelona a 1857, a l'edat de només onze anys. Va iniciar la seva activitat venent espais publicitaris del diari a diversos anunciants. Ell mateix realitzava tot el procés: preparava els anuncis que li encarregaven, els portava a la impremta i, després de comprovar la seva publicació, cobrava una comissió. Després d'anys d'experiència en un món publicitari que tot just començava a néixer, el 1872, amb vint-i-sis anys, va fundar el centre d'anuncis Roldós y Compañía, el que va ser la primera agència d'Espanya que es va dedicar exclusivament a oferir serveis publicitaris. D'aquesta mateixa època són les primeres activitats dels agents publicitaris i les primeres agències als Estats Units i a Europa; circumstància que posiciona Roldós com un dels pioners no només a nivell estatal, sinó a nivell global.
Amb l'objectiu de trobar nous emplaçaments publicitaris i obrir noves vies de negoci, Rafael Roldós també va realitzar diversos projectes vinculats a la publicitat exterior. El 1877 va presentar a l'Ajuntament de Barcelona un projecte per decorar Les Rambles, l'emblemàtic passeig barceloní, amb motiu de les Festes de la Mercè. Deu anys més tard, va presentar un altre projecte al mateix organisme sol·licitant la concessió de la instal·lació de quinze urinaris públics al centre de la ciutat amb motiu de l'Exposició Universal de Barcelona de 1888, amb l'objectiu de poder inserir publicitat al seu exterior.
L'any 1886 va crear la Sociedad de Artistas Españoles, entitat dedicada a la reproducció i venda d'oleografies, gravats i obres d'art. Roldós va trobar a l'art un nou mètode de promoció comercial que va saber explotar a través de la seva agència i posteriorment del diari Las Noticias que ell mateix va fundar, realitzant accions de fidelizació i venda d'obres d'art a través de cupons promocionals.
El 1896 va fundar, també a Barcelona, el diari Las Noticias. El primer número del diari va sortir al carrer el 15 de març de 1896 i aviat es va convertir en una de les capçaleres més populars de finals del segle xix i principis del xx. Evidenciava així una visió global del negoci de la publicitat, al fer servir el diari per reforçar l'activitat publicitària de Roldós y Compañía.

## Llegat

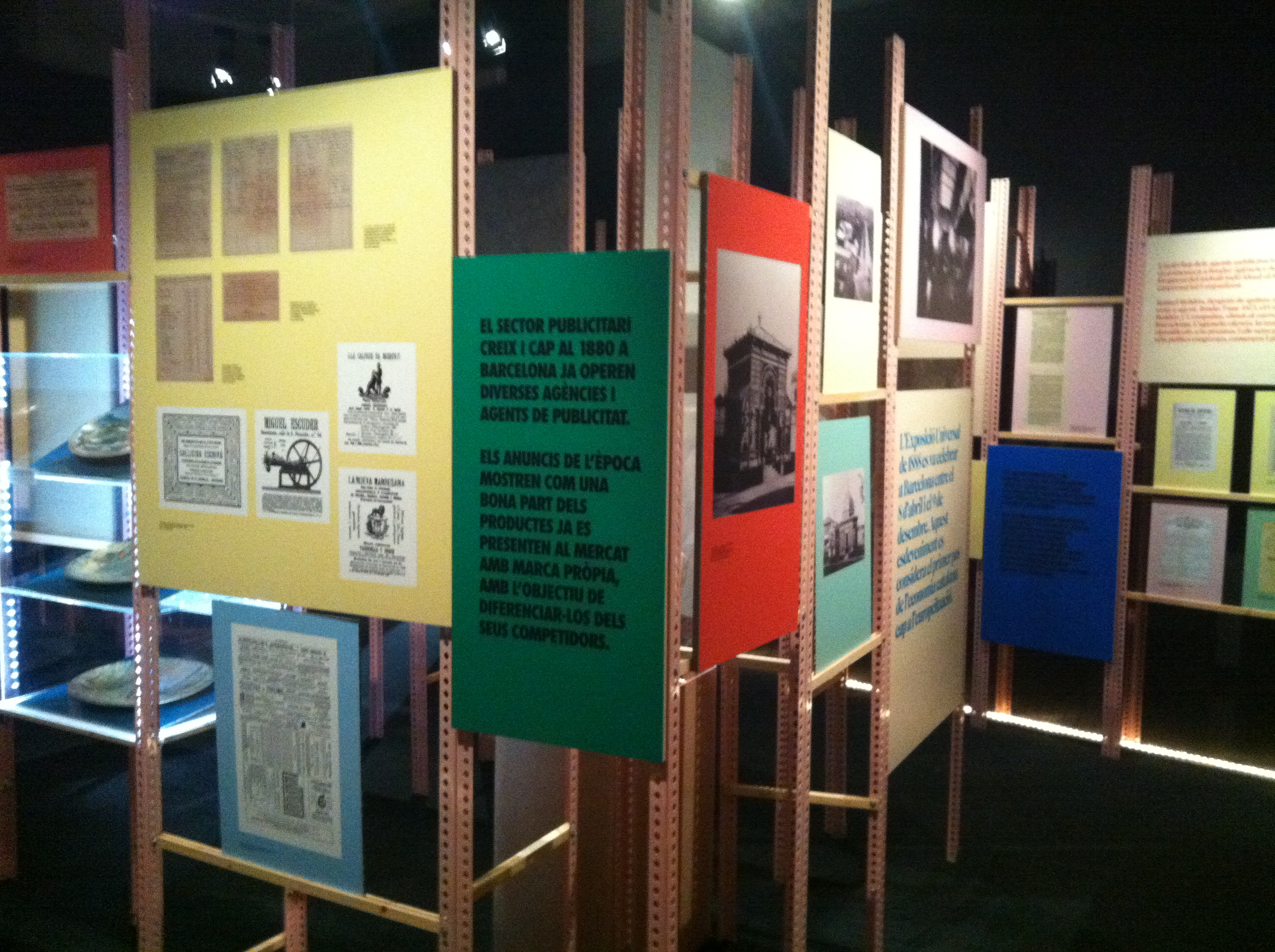
Imatge de l'exposició "Publicitat a Catalunya 1857-1957. Roldós i els pioners", al Palau Robert de Barcelona

El 1918, després de la seva mort, l'agència de publicitat fundada i dirigida per ell, així com el diari Las Noticias, van passar a mans dels seus fills Rafael i Ruperto.
Després de la Guerra Civil Espanyola, el diari va desaparèixer. No obstant, l'agència va continuar amb les seves activitats. Després de successius canvis de nom, l'agència roman activa en l'actualitat i dirigida encara per descendents directes de Rafael Roldós. Amb la denominació Roldós, S.A., és l'agència de publicitat en actiu més antiga del món.
A finals de 2011, la Generalitat de Catalunya i la Factultat de Comunicació Blanquerna de la Universitat Ramon Llull van organitzar a Barcelona una exposició denominada "Publicitat a Catalunya 1857-1957. Roldós i els pioners" on repassava els inicis de la publicitat a Catalunya, centrant-se especialment a la figura de Rafael Roldós com a personatge clau d'aquests primers anys de publicitat. L'exposició va romandre oberta durant quatre mesos i es va organitzar al Palau Robert, al cèntric Passeig de Gràcia de Barcelona.